# 唐臻
唐臻（1984年9月15日—），女演員，本名賴憶如。進入演藝圈前曾擔任過澳門航空的空勤人員。

## 電視劇

### 電視劇
- 三立台灣台
  - 2012年《天下女人心》饰 唐小惠

- 民視
  - 2007年《愛》飾 唐臻
  - 2008年《娘家》飾 唐曉薇
  - 2010年《夜市人生》飾 潘/金嘉欣
  - 2010年《新兵日記》飾 嚴小柔

- 大愛
  - 2009年《千江有水千江月》飾 美齡
  - 2011年《美味人生》飾 陳秀琴

- 公視、TVBS歡樂台
  - 2009年《痞子英雄》飾 唐蓁

- 中視
  - 2006年《國光異校》飾
  - 2012年《龍行天下》飾 烏心蓮

## 電影
- - 2012年《痞子英雄首部曲：全面開戰》飾 唐蓁

### 主持
- 旅遊步樂格

## 廣告
- 白木屋喜餅
- 青箭口香糖
- 北區房屋
- 遠雄建設
- 艾妮雅化妝品
- 波蜜野菜汁
- 飛來訊汽車電視